# Municipio de Noland
El municipio de Noland (en inglés: Noland Township) es un municipio ubicado en el condado de Hempstead en el estado estadounidense de Arkansas. En el año 2010 tenía una población de 434 habitantes y una densidad poblacional de 5,98 personas por km².

## Geografía
El municipio de Noland se encuentra ubicado en las coordenadas 33°46′11″N 93°29′39″O / 33.76972, -93.49417. Según la Oficina del Censo de los Estados Unidos, el municipio tiene una superficie total de 72.54 km², de la cual 72,33 km² corresponden a tierra firme y (0,3 %) 0,21 km² es agua.

## Demografía
Según el censo de 2010, había 434 personas residiendo en el municipio de Noland. La densidad de población era de 5,98 hab./km². De los 434 habitantes, el municipio de Noland estaba compuesto por el 81,57 % blancos, el 14,29 % eran afroamericanos, el 0,92 % eran amerindios, el 0,23 % eran asiáticos, el 0,23 % eran de otras razas y el 2,76 % eran de una mezcla de razas. Del total de la población el 1,84 % eran hispanos o latinos de cualquier raza.